# Aegeria
Aegeria is een geslacht van vlinders uit de familie van de wespvlinders (Sesiidae) en de onderfamilie Sesiinae.

## Soorten
- A. aericincta Meyrick, 1928
- A. agathiformis Walker, 1856
- A. alenicum (Strand, 1912)
- A. alleri (Engelhardt, 1946)
- A. americana Beutenmüller, 1894
- A. arctica (Beutenmüller, 1900)
- A. asamaiensis (Hampson, 1919)
- A. asiana Zeller
- A. astyarcha Meyrick, 1930
- A. aulograpta Meyrick, 1934
- A. caeruleonitens (Rothschild, 1912)
- A. citrura Meyrick, 1927
- A. corporalis Meyrick, 1930
- A. cryptica Kralicek & Povolny, 1977
- A. culiciformis (Linnaeus, 1758)
- A. cyanospira Meyrick, 1928
- A. chlorothyris Meyrick, 1935
- A. chrysonympha Meyrick, 1932
- A. chrysoptera Hampson, 1919
- A. dasypodiformis (Walker, 1856)
- A. depuiseti (Sand, 1879)
- A. erythrogama Meyrick, 1934
- A. ferox Meyrick, 1929
- A. flavicollis (Hampson, 1892)
- A. fulvipes Harris, 1839
- A. gaderensis Kralicek & Povolny, 1977
- A. geliformis Walker, 1856
- A. gloriosa (Le Cerf, 1914)
- A. gravesi (Rebel, 1927)
- A. hospes (Walsh, 1867)
- A. ignicolle (Hampson, 1892)
- A. laticivora Meyrick, 1927
- A. marica (Beutenmüller, 1899)
- A. melanocephala (Dalman, 1817)
- A. melli Zukowsky, 1929

- A. mercatrix Meyrick, 1931
- A. molybdoceps Hampson, 1919
- A. montelliella Löfquist, 1922
- A. nautica Meyrick, 1932
- A. oberthuri Le Cerf, 1914
- A. ommatiaeformis (Moore, 1891)
- A. palustris (Kautz)
- A. peltata Meyrick, 1932
- A. pistarcha Meyrick, 1931
- A. przewalskii (Alphéraky, 1882)
- A. pugnax Meyrick, 1926
- A. pyri Harris, 1830
- A. refulgens Edwards, 1881
- A. repanda (Walker, 1856)
- A. rhynchioides (Butler, 1881)
- A. rubripalpis Meyrick, 1932
- A. rubrofascia Edwards, 1881
- A. sangaica Zukowsky, 1932
- A. santanna Kaye, 1924
- A. scitula Harris, 1839
- A. scribai (Bartel, 1912)
- A. schwarzi Kralicek & Povolny, 1977
- A. shugnana (Sheljuzhko, 1943)
- A. sigmoidea Edwards, 1882
- A. stenothyris Meyrick, 1933
- A. subaerea (Edwards, 1883)
- A. tetranoma Meyrick, 1932
- A. theobromae (Busck, 1911)
- A. tibiale (Harris, 1839)
- A. timur (Grum-Grshimailo, 1893)
- A. trithyris Meyrick, 1926
- A. uranauges Meyrick, 1926
- A. votaria Meyrick, 1921
- A. xanthopyga (Aurivillius, 1905)
- A. yezoensis Hampson, 1919